# Alberico II de Narbona
Alberico II (I) (em latim: Albericus) foi o quarto visconde do Viscondado de Narbona. Era filho de sucessor de Maiol I e sua esposa Raimunda / Ramona e irmão de Guálter e talvez Maiol. Uma vez que a Grande Enciclopédia Catalã ignora a existência de Alberico I, o antecessor de Maiol, naquela obra este indivíduo é registrado como Alberico I. Qualquer seja a situação, este indivíduo comandou Narbona depois de 15 de junho de 911 até cerca de 918-919, quando casou com Atalana, filha e herdeira do conde Raculfo de Macon, e cedeu seu direito a Narbona aos guilhérmidas do Condado de Tolosa. Alberico foi sucedido por Francão II ou Odão. É possível que tenha compartilhado o governo do viscondado com seu irmão Guálter por algum tempo.